# Westfalia
Westfalia o Vestfalia (en alemán: Westfalen, pronunciación: /vɛstˈfaːlən/ⓘ) es una región histórica de Alemania ubicada hoy en día entre los estados federados de Renania del Norte-Westfalia y Baja Sajonia.

## Geografía
En la actualidad viven en las tierras de Westfalia cerca de 8,2 millones de habitantes, que se reparten entre las regiones de Münsterland,  Ostwestfalen, Sauerland (sin la ciudad de Upland en Hesse) y Siegerland. Estas regiones conforman la mayor parte del territorio de Westfalia. El territorio comprendido por las regiones de Sauerland, Siegerland y Wittgenstein que se intersecan con Westfalia se denomina Westfalia del sur (Südwestfalen).
El río más importante de Westfalia es el Weser, que fluye a través de la Porta Westfalica y las cordilleras de Wiehen- y Wesergebirge. El territorio es atravesado además por afluentes del Ruhr como el Möhne, Lenne y Volme, el Emscher y el Lippe.

## Historia

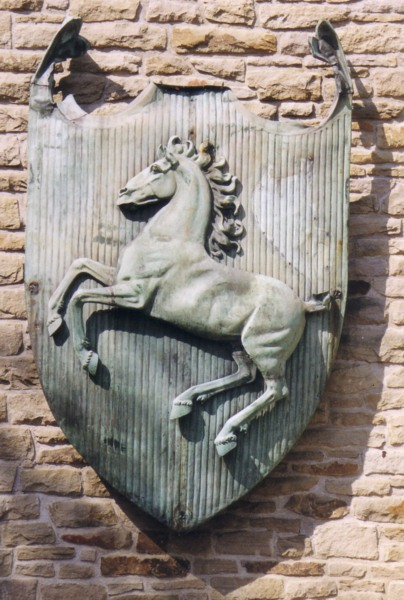
El famoso caballo Westfalenpferd como símbolo de Westfalia.

El nombre de Westfalai aparece ya en el año 655 en los Annales regni Francorum aludiendo a una parte del pueblo sajón que habitaba la parte oeste del Weser. Los pueblos sajones denominaban a esta zona Westfalen, los angrivarii denominaban a la zona Ostfalia. La antigua palabra fal(ah) podría haber significado Feld ('campo'), Land ('tierra'), flach ('llano').
En el año 955 la comarca se convierte en un condado y el Conde de Lerigau obtiene el título de Graf von Westfalen ('Conde de Westfalia'). Se inicia de esta forma la dinastía de los Condes de Werl. El significado político de Westfalia aparece por primera vez en el año 1076, en los documentos del rey Enrique IV, a lo largo del periodo 1178/80, aparece como Sachsenherzog durante la rebelión de Enrique el León contra el emperador Federico I Barbarroja.
La expresión de los orígenes comunes de Westfalia en el pasado histórico tanto de Baja Sajonia como de Renania del Norte-Westfalia se puede observar con nitidez en las armas heráldicas (Sachsenross) que en la actualidad poseen muchas similitudes en ambos estados federados: el fondo rojo, el caballo. Otra similitud existente entre ambos estados es la arquitectura de las casas. Es notoria la similitud existente entre las construcciones tradicionales (Hallenhaus, 'casa del hall'): una sala central (Deele) con una puerta de gran tamaño, los establos a ambos lados de la sala central y la vivienda en la parte posterior.